# National Iranian Oil Company
Die National Iranian Oil Company (NIOC) ist ein iranisches Unternehmen mit Firmensitz in Teheran. Das Unternehmen ist ein staatseigener Betrieb und gehört zum iranischen Ministerium für Erdöl. Das Ministerium ist verantwortlich für die Entwicklung und die Organisation des Erdölmarktes im Iran. Das Unternehmen wurde am 30. April 1951 gegründet. Eine Untersuchung aus dem Jahr 2019 ergab, dass National Iranian Oil Company mit einem Ausstoß von 35,66 Milliarden Tonnen CO2-Äquivalent seit 1965 das Unternehmen mit dem weltweit fünfthöchsten Ausstoß in diesem Zeitraum war.

## Gründungsgeschichte

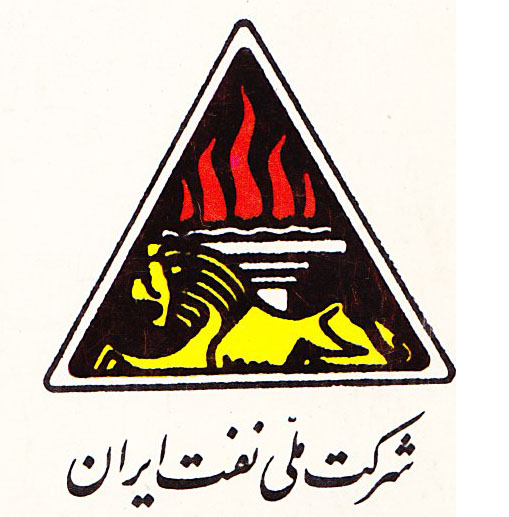
NIOC-Logo (bis 1979)

Die Gründung der NIOC hängt eng mit der Verstaatlichung der iranischen Ölindustrie zusammen. Die parlamentarische Entscheidung zur Verstaatlichung fiel unter Premierminister Hossein Ala am 15. März 1951. Die Ölanlagen der Anglo-Persian Oil Company wurden von der neu gegründeten National Iranian Oil Company (NIOC) übernommen und die Ölgeschäfte „für eigene Rechnung“ weitergeführt.
Nach der von der Regierung Mossadegh ausgelösten Abadan-Krise und dem Sturz von Mossadegh (→ Hauptartikel: Operation Ajax) kam es zu einer Neuverhandlung der Ölförderkonzession. Mit der iranischen Regierung wurde zwischen einem Konsortium internationaler Ölgesellschaften ein ab 1954 gültiger Konsortialvertrag mit einer Laufzeit von 25 Jahren ausgehandelt. Die Förderung und Verarbeitung sowie der Vertrieb der Ölprodukte waren nun nicht mehr ausschließlich der AIOC vorbehalten. Neben der AIOC waren auch die Shell aus den Niederlanden, die Jersey und weitere kleinere Firmen aus den USA und die Compagnie Francaise de Petroles (CFP) aus Frankreich beteiligt. Im Rahmen des Konsortialvertrages wurden nach niederländischem Recht mit Sitz im Iran zwei Gesellschaften mit Sitz in London gegründet, die Iranian Oil Exploration and Producing Co. und die Iranian Oil Refining Co. Diese beiden Firmen gehörten zu 100 % der ebenfalls neu gegründeten Iranian Oil Participants Ltd. mit Sitz in London, deren Anteile sich die im Konsortialvertrag genannten Firmen teilten. Eine weitere neu gegründete Firma mit Sitz in London ist die Iranian Oil Services Ltd., die die technische Ausrüstung für die Ölförderung und Raffinierung liefert. Auch diese Firma gehört zu 100 % den Konsortialpartnern. Die Gewinne der Gesellschaften wurden zu 50 % an den iranischen Staat abgeführt. Als Entschädigung für die Verstaatlichung und die Aufgabe des Monopols zur Förderung persischen Öls, quasi als Ablösesumme für die Konzession aus dem Jahr 1933, erhielt die AIOC von den Ölgesellschaften des Konsortialvertrages 10 Jahre lang $ 20 Mio. Der iranische Staat zahlte als Entschädigung für die Verstaatlichung der Industrieanlagen der AIOC $ 2,5 Mio. pro Jahr. Nach Abschluss des Vertrages hatte die „alte AIOC“ aufgehört zu existieren. Der Name der weiter existierenden Gesellschaft wurde dann auch von AIOC in British Petroleum Company, die heutige BP, geändert.
Die NIOC blieb in diesem Abkommen nur für die „non-basic functions“ wie Ausbildung der Mitarbeiter, öffentlichen Transport, Instandhaltung der Straßen, Häuser für die Arbeiter und Angestellten, deren medizinische Versorgung und Sozialdienste verantwortlich. In eigener Regie verblieb der NIOC lediglich der Verkauf der Ölprodukte im Iran, die Ausbeute des kleinen Naft-i-Shah-Ölfeldes und der Betrieb der Raffinerie in Kermanshah.
Die Laufzeit des Konsortialvertrages endete 1979.

## Ausbau der Öl- und Gasförderung

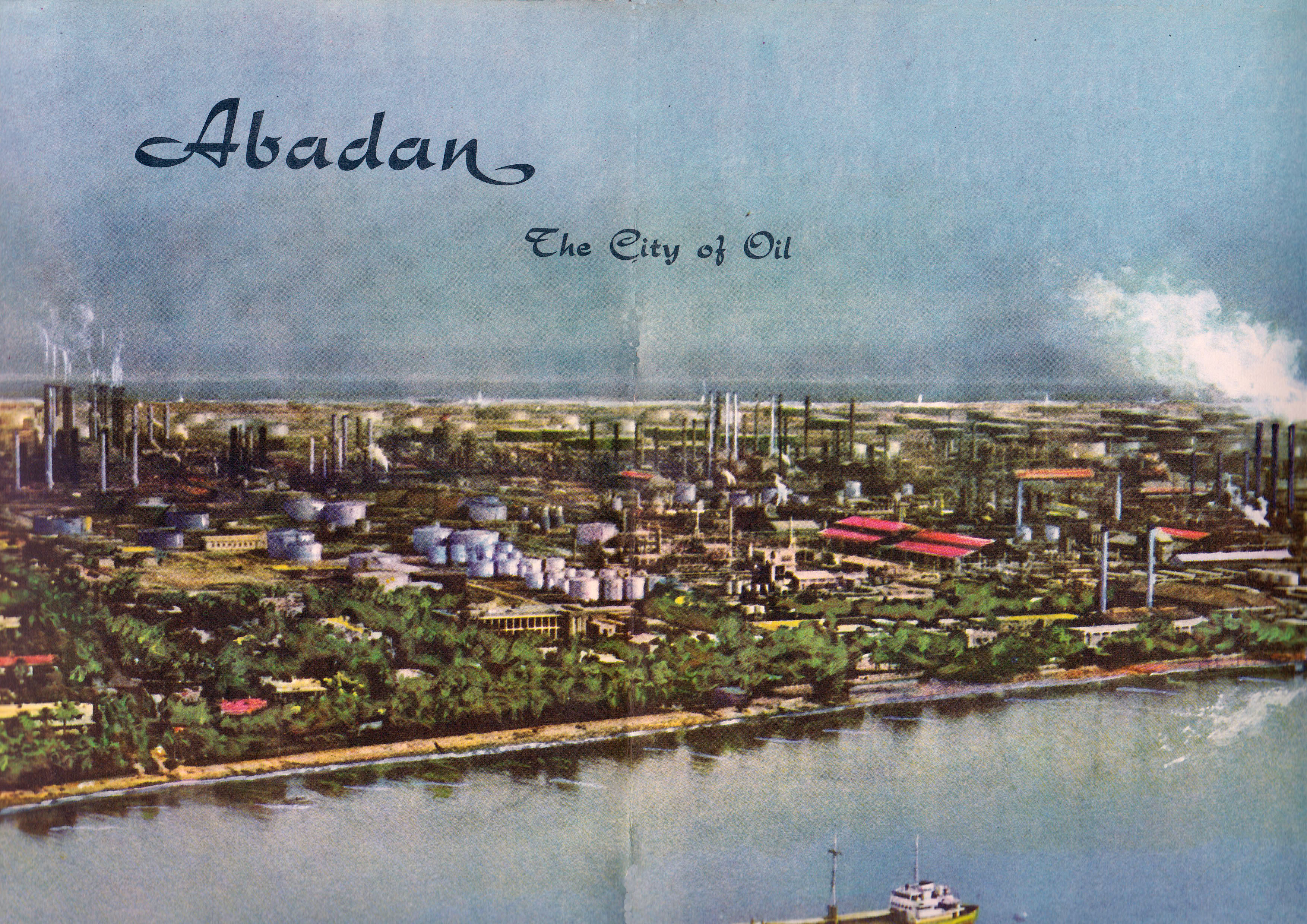
Die Ölstadt Abadan, 1960

Nach dem Abschluss des Konsortialvertrages wurde die Ölförderung im Iran wieder aufgenommen und ständig ausgebaut. Ein Schwerpunkt war das Ölfeld Gach Saran der OSCO im südwestlichen Persien. 1968 förderte der Iran 2.847.580 Fass pro Tag und wurde damit zum größten Ölproduzenten im Nahen Osten und nach den USA, der UdSSR und Venezuela zum viert größten Ölproduzenten der Welt. Im Jahr 1968 wurden die Ziele der NIOC vom damaligen Präsidenten Manutschehr Eghbal wie folgt beschrieben:
1. Ausbau der Ölindustrie des Iran und Steigerung der Einnahmen aus dem Ölgeschäft.
2. Bereitstellung der Mittel für den Aufbau des Irans.
3. Ausbau des internationalen Einflusses der NIOC.

Mit dem Ausbau der Förderkapazität stiegen auch die Einnahmen beträchtlich. Während 1954 die Einnahmen der NIOC 3,1 Mio. britische Pfund betrugen, so waren es 1968 bereits 337,7 Mio. britische Pfund.
Der Start von einer im internationalen Maßstab kleinen Ölgesellschaft Weg zu einem der führenden Ölproduzenten war denkbar schwierig. 90 % des Ölmarktes wurde in den fünfziger Jahren von den internationalen Ölkonzernen kontrolliert. Für den Iran blieb nur der Weg, seine Ölindustrie zu entwickeln, wenn es gelang, mit anderen Partner ins Geschäft zu kommen. Schah Mohammad Reza Pahlavi nahm Kontakt mit Enrico Mattei, dem Präsidenten des italienischen Erdöl- und Energiekonzerns Eni S.p.A., auf und im Jahr 1957 verabschiedete das iranische Parlament ein Gesetz, mit dem die rechtliche Grundlage für die Exploration, Förderung, Verarbeitung, Transport und Verkauf von iranischem Öl außerhalb des an das Konsortium vergebenen Fördergebiets geschaffen wurde. In dem noch im selben Jahr geschlossene Vertrag der NIOC mit der Eni war eine Teilung der Gewinne festgelegt worden, bei der der NIOC 75 % und der Eni 25 % des Gewinns zuflossen. Noch im Mai 1957 hatte Howard Page, der Direktor der damaligen Standard Oil of New Jersey, die NIOC vor einem Vertrag mit Mattei gewarnt. Der Schah erklärte jedoch, dass die NIOC solche Warnungen nicht beachten sollte. Am 1. August 1957 setzte Schah Mohammad Reza Pahlavi mit seiner Unterschrift das besagte Gesetz in Kraft und am 3. August 1957 wurde der Vertrag zwischen der NIOC und der Eni unterzeichnet.

## Gründung der OPEC

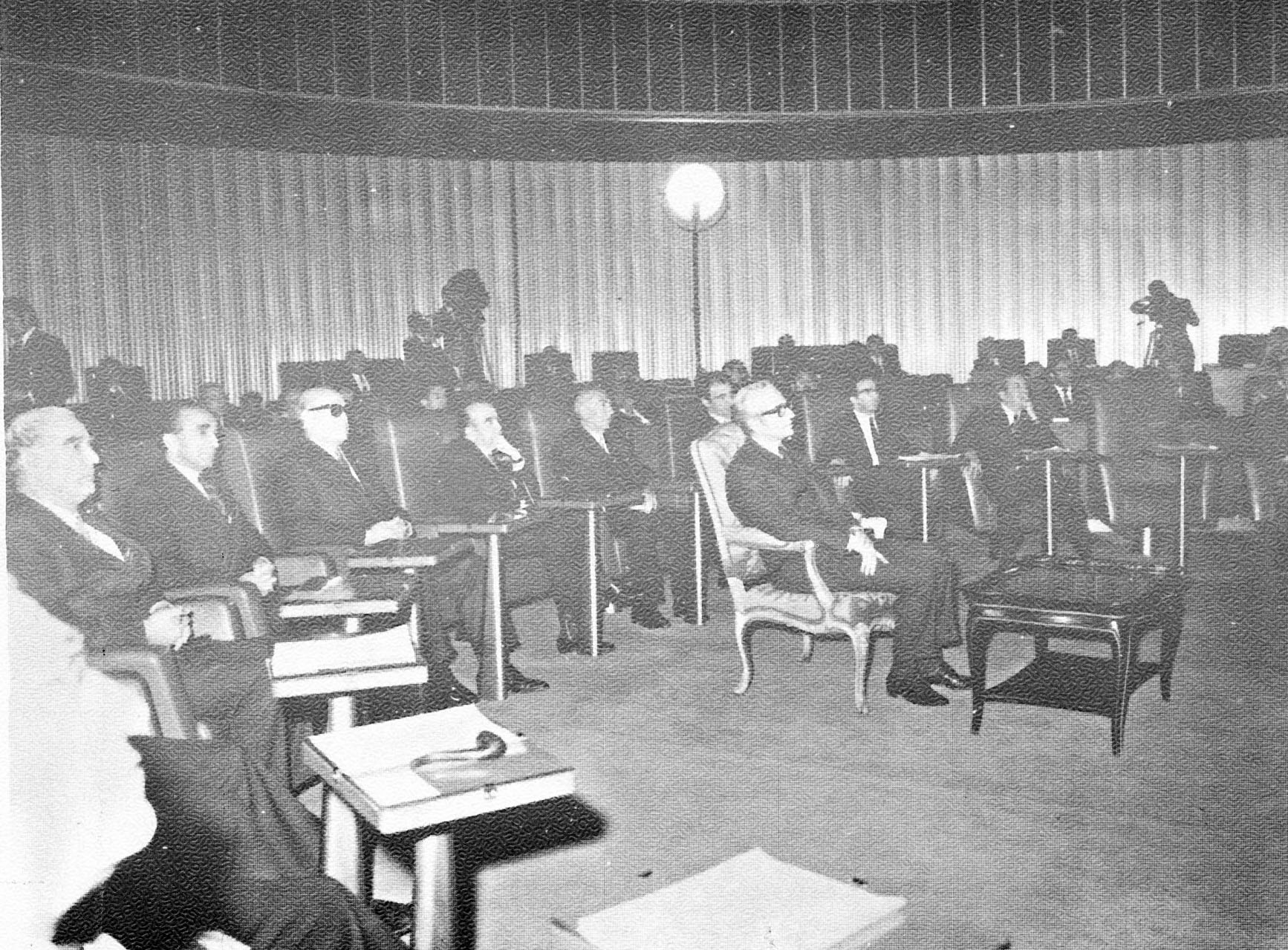
Schah Mohammad Reza Pahlavi bei der OPEC-Sitzung in Teheran, 1970

Am 9. August 1960 informierte das Konsortium die iranische Regierung, dass es den Preis für iranisches Leichtöl um 12 cent und den Preis für Schweröl um 6 cent pro Fass senken werde. Damit war vom Konsortium der Preis für iranisches Öl von $ 2,04 auf $ 1,78 pro Fass gesenkt worden.  Schah Mohammad Reza Pahlavi erklärte in einer Rede am 28. Mordad (19. August): 

„Ist es in Ordnung, dass die Ölfirmen den Preis für Öl nach Belieben anheben oder senken können, ohne uns, die Eigentümer des Öls, in die Entscheidung einzubeziehen? In diesem Fall, wie in allen anderen Fällen, werden wir an unsere legitimen Rechte und Interessen denken und die erforderlichen Maßnahmen ergreifen, um unsere Rechte und Interessen zu wahren.“

 Am 28. August 1960 erklärte der Schah in einer Pressekonferenz, dass eine iranische Delegation an dem Treffen der Öl exportierenden Länder in Bagdad teilnehmen werde. Am 14. September kam es zur Gründung der OPEC, wobei die iranische Delegation bei der Formulierung der Gründungsdokumente federführend war. Folgerichtig wurde dann auch der Iraner Fuad Rowhani 1961 Generalsekretär.
Es sollte einige Zeit dauern, bis die OPEC von den internationalen Ölkonzernen als Verhandlungspartner anerkannt wurde. Der Vertreter des Iran bei der OPEC wurde im Mai 1965 Dschamschid Amusegar. Er führte zwischen 1965 und 1975 den Vorsitz über zahlreiche OPEC-Konferenzen, auf denen historische Beschlüsse gefällt wurden. So wurde bei der OPEC-Konferenz in Teheran 1970 erstmals eine Preiserhöhung von 30 % von den OPEC-Mitgliedsstaaten beschlossen und am Ölmarkt durchgesetzt. Ferner wurde die Besteuerung der im Förderland erzielten Gewinne der Ölgesellschaften auf einheitlich 55 % Körperschaftssteuer festgesetzt.

## DasPurchase and Sale Agreementvon 1973

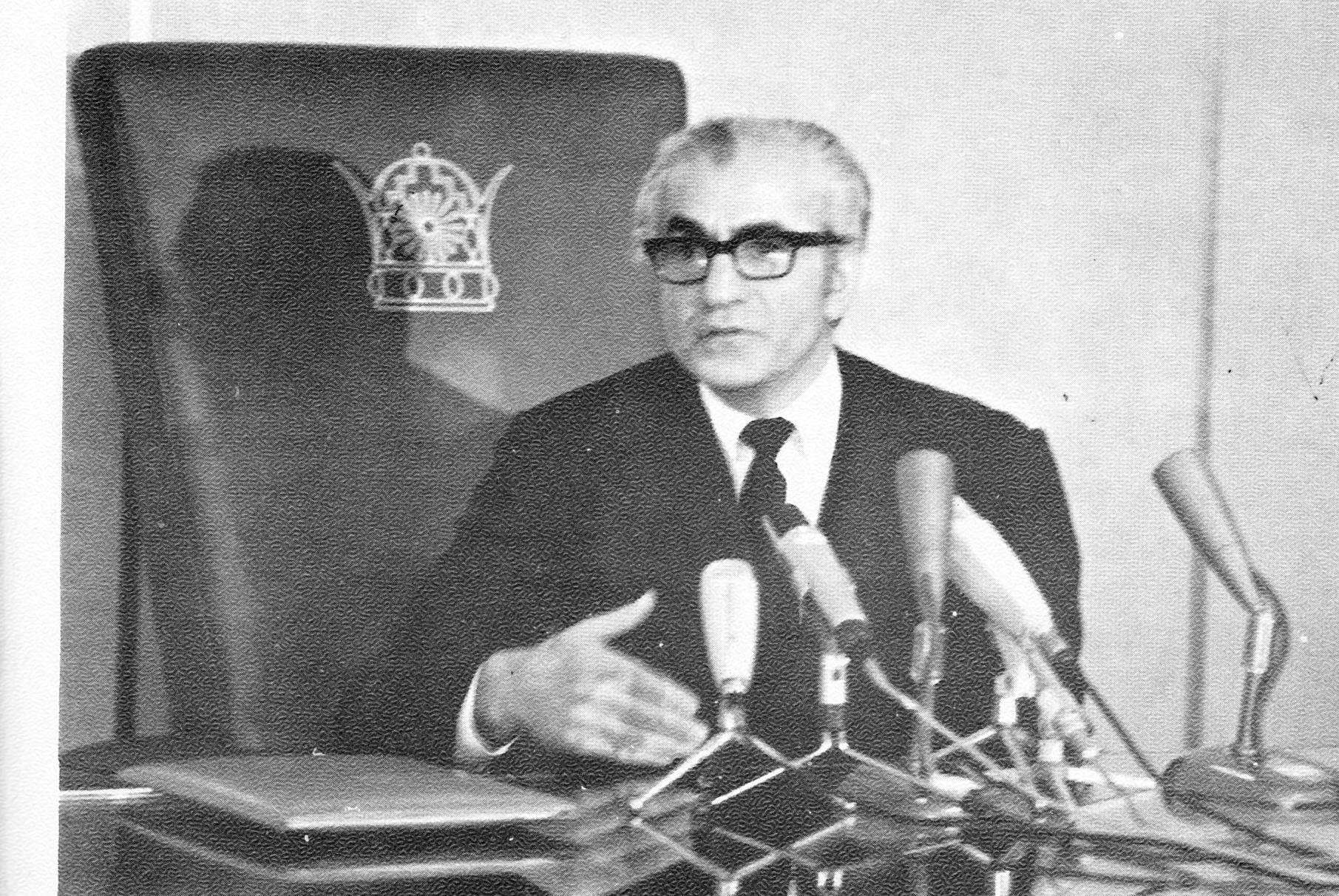
Pressekonferenz von Schah Mohammad Reza Pahlavi nach den Ölpreiserhöhungen, Januar 1971

Die Bedingungen des 1954 unterzeichneten Konsortialvertrages waren für den Iran sehr unvorteilhaft gewesen. Schah Mohammad Reza Pahlavi suchte daher nach einer Möglichkeit, den bis 1979 gültigen Vertrag vorzeitig zu beenden und durch einen neuen Vertrag zu ersetzen. In dem Vertrag war in einer allgemeinen Klausel festgelegt worden, dass die Konsortialpartner die Interessen des Iran im Rahmen ihrer Geschäftstätigkeit wahren müssten. Im Laufe der Jahre wurden von der NIOC eine Reihe von Verstößen der Konsortialpartner gegen die Interessen des Iran angemahnt. So investierten die Konsortialpartner keine Technologie zur Intensivierung der Ölförderung; sie fackelten das bei der Förderung entstehende Gas einfach ab, obwohl es verflüssigt oder über Gaspipelines verkauft hätte werden können; sie weigerten sich, die Ölförderung trotz Aufforderung der iranischen Regierung zu erhöhen, mit dem Argument, dass eine erhöhte iranische Ölförderung ihren Interessen in den anderen Förderländern zuwiderliefen; und sie weigerten sich die Gewinnverteilungsquoten neu zu verhandeln, obwohl sie inzwischen die Gewinnverteilung in Verträgen mit anderen Ländern deutlich zu Gunsten dieser Länder erhöht hatten. Am 23. Januar 1973 kündigte Schah Mohammad Reza Pahlavi in einer Rede zum zehnten Jahrestag der Weißen Revolution an, dass er den Konsortialvertrag beenden wolle, da die Ölkonzerne ihn durch die mangelnde Rücksichtnahme auf die Interessen des Iran gebrochen hätten. Gleichzeitig bot er den Konsortialpartner eine bevorzugte Behandlung an, wenn sie in einen neuen Vertrag einwilligen würden. Die Verhandlungen führten dann zu einem neuen Vertrag, der im Juli 1973 unterzeichnet wurde und rückwirkend ab 21. März 1973 für die kommenden zwanzig Jahre gelten sollte.
Die NIOC übernahm nun die volle Kontrolle über sämtliche Aktivitäten die Öl und Gas im Iran betrafen. Die früheren Konsortialpartner waren von nun an nur noch „Käufer zu Vorzugsbedingungen“. Die Gesellschaften des Konsortiums, die bisher die Exploration, Förderung und Verarbeitung des iranischen Öls betrieben hatten, wurden aufgelöst. Vom Konsortium wurde eine Oil Services Gesellschaft gegründet, die der NIOC in den kommenden fünf Jahren die benötigten technischen Dienstleistungen bereitstellte. Das Budget und sämtliche Aktivitäten der Oil Services Gesellschaft bedurften der Genehmigung der NIOC. Die NIOC verkaufte an die Konsortialpartner nur noch die Mengen Öl, die sie nicht für den internen Bedarf oder für Exportgeschäfte mit Dritten benötigte. Als Mindestmenge wurden 200.000 Fass pro Tag festgelegt, wobei sich die Menge mit den Jahren auf 1,5 Mio. Fass steigern sollte. Sämtliche technischen Investitionen lag von nun an in den Händen der NIOC. Die Dienstleistungen der Oil Services Gesellschaft waren mit einem Rabatt bei Einkauf des Öls durch die Konsortialpartner von 22 cent pro Fass abgegolten.
Unter den neuen Bedingungen endeten Verträge zur Exploration mit dem Ölfund. Die Explorationskosten wurden von den Gesellschaften auf eigenes Risiko übernommen. Nach einem Ölfund wurde das Ölfeld gemeinsam von der NIOC und der Explorationsgesellschaft entwickelt. Waren die Explorationsarbeiten beendet, übernahm die NIOC die volle Kontrolle über das Ölfeld. Die Explorationsgesellschaft hatte lediglich das Recht, für fünfzehn Jahre Öl mit einem Rabatt zu kaufen, wobei der Rabatt sich nach den Explorationskosten berechnete.
Schah Mohammad Reza Pahlavi hatte mit dem neu ausgehandelten Purchase and Sale Agreement zum ersten Mal in der Geschichte des Iran die volle Kontrolle über die Ausbeutung der iranischen Öl- und Gasvorkommen erreicht. 1953 waren zwar die Ölanlagen der Anglo-Iranischen Oil Company verstaatlicht worden. Mit dem 1954 von den internationalen Ölkonzernen durchgesetzten Konsortialvertrag lag die Kontrolle über Fördermenge, Preise und Investitionen weiter bei den ausländischen Ölkonzernen. Erst mit dem Purchase and Sale Agreement von 1973 konnte von einer Nationalisierung des iranischen Ölgeschäftes gesprochen werden.
Ab 1975 führten die internationalen Ölkonzerne vermehrt Klage über die Bedingungen des Purchase and Sale Agreement und verlangten eine Neuverhandlung der Vertragsbedingungen, da sie unter den gegenwärtigen Bedingungen zu hohe Einnahmeeinbußen hätten. Die Verhandlungen über eine Änderungen kamen allerdings nur schleppend in Gang und waren bis zur Islamischen Revolution nicht abgeschlossen. Öl zu neuen, verbesserten Bedingungen erhielten die Konzerne erst, nachdem der Schah den Iran verlassen hatte.

## Ölförderung heute
NIOC fördert und liefert Rohöl und Erdgas. Das Unternehmen besitzt eigene Tanker, Förderanlagen und Erdölplattformen. Neben seinem Betriebsschwerpunkt im Iran ist das Unternehmen weltweit engagiert. In der Nordsee hat NIOC einen 50-Prozent-Anteil am britischen Erdgasfeld Rhum.

## Unternehmensbeteiligungen
- Central Iranian Oil Fields Company
- National Iranian Gas Export Co.
- National Iranian South Oil Company
- National Iranian Offshore Oil Co.
- National Iranian Central Oil Co.
- Khazar Oil Exploration and Production Co.
- Petroleum Engineering and Development Co.(PEDEC)
- Pars Oil and Gas Company
- Pars Special Economic Energy Zone Co.
- National Iranian Oil Terminals Co.
- National Iranian Drilling Co.
- North Drilling Co.
- Iran Petro Development Co.
- Ahwaz Pipe Mills Company
- Petropars
- Iranian Fuel Conservation Organization[8]
- National Iranian Tanker Co.
- Exploration Service Company (ESC)
- Kala Naft (London) Ltd.
- Kala Naft (Kanada) Ltd.
- Naftiran Intertrade Co. (Schweiz)
- Iranian Oil Company (Vereinigtes Königreich) - Rhum (Gasfeld)